# Hängfärjan Nicolás Avellaneda

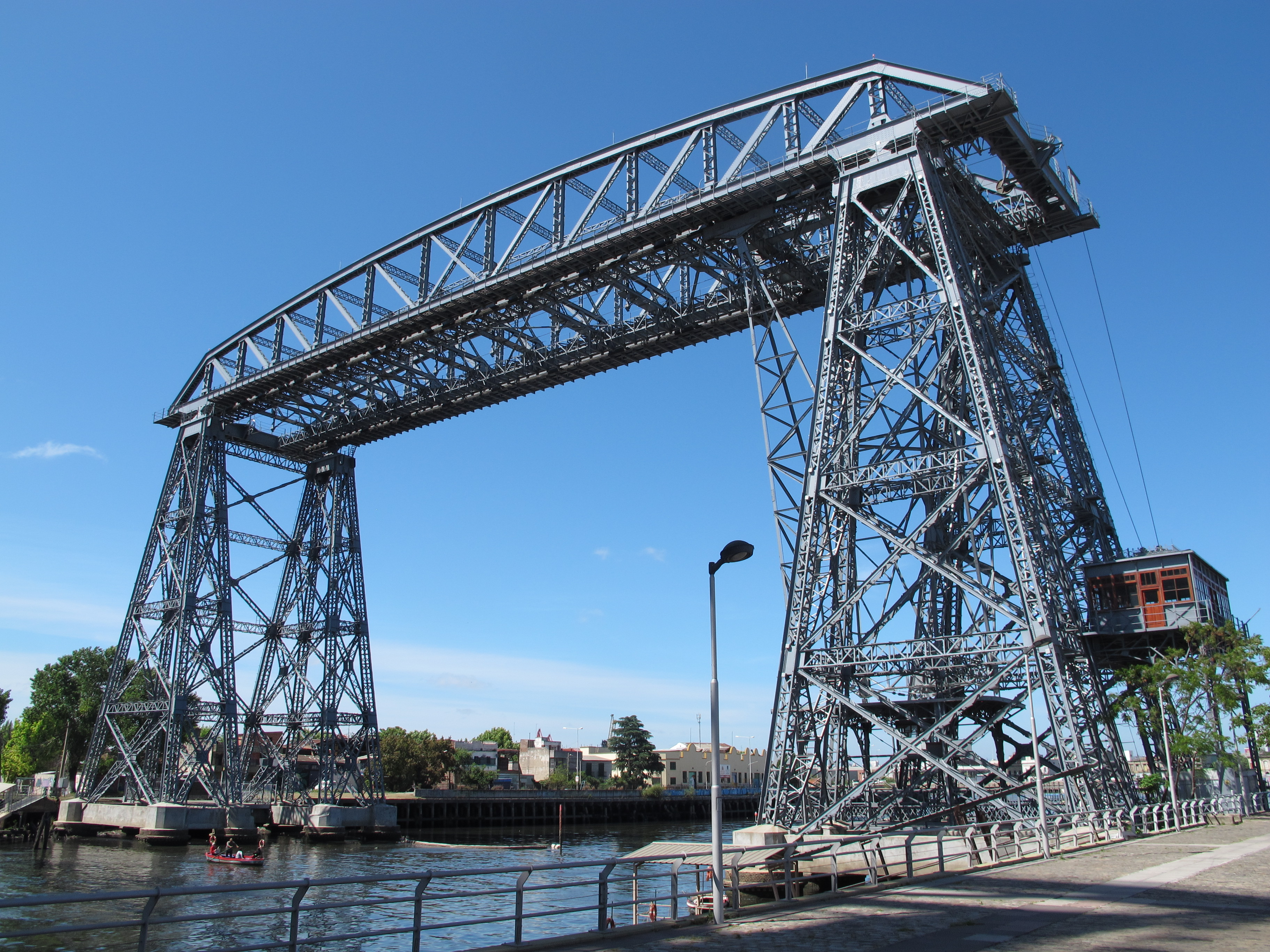
Hängfärjan Nicolás Avellaneda

Hängfärjan Nicolás Avellaneda, officiellt Transbordador del Riachuelo Nicolás Avellaneda, är en hängfärja över floden Riachuelo i Buenos Aires i Argentina. Den är ett byggnadsminne sedan 1999.
Hängfärjan har sitt namn efter en tidigare argentinsk president på 1870-talet, Nicolás Avellaneda. Den byggdes för att binda samman Buenos Aires med stadens yttre bebyggelsen på andra sidan floden Riachuelo. Hängfärjan förbinder Avenida La Plata i stadsdelen Island Maciel i staden Dock Sud med Avenida Almirante Brown i stadsdelen La Boca i staden Buenos Aires.
Gondolen  är tolv x åtta meter och manövreras från en pulpet på själva gondolen eller en i maskinhuset. Gondolen är gjord för att ta fotgängare, kärror, bilar och spårvagnar. 

## Historik
Ferrocarril del Sud fick i september 1908 tillstånd att bygga en hängfärja för att sammanbinda staden Buenos Aires med provinsen Buenos Aires på södra sidan av floden Riachuelo. Den öppnades för trafik i maj 1914. Den var därefter i drift fram till 1960, varefter den varit ur bruk till 2017. 
År 1997 fattades beslut om att restaurera hängfärjan. I september 2017 var hängfärjan färdigrestaurerad och återinvigdes.
Nicolás Avellanedabron byggdes 1940 ett hundra meter nedströms.

## Bildgalleri

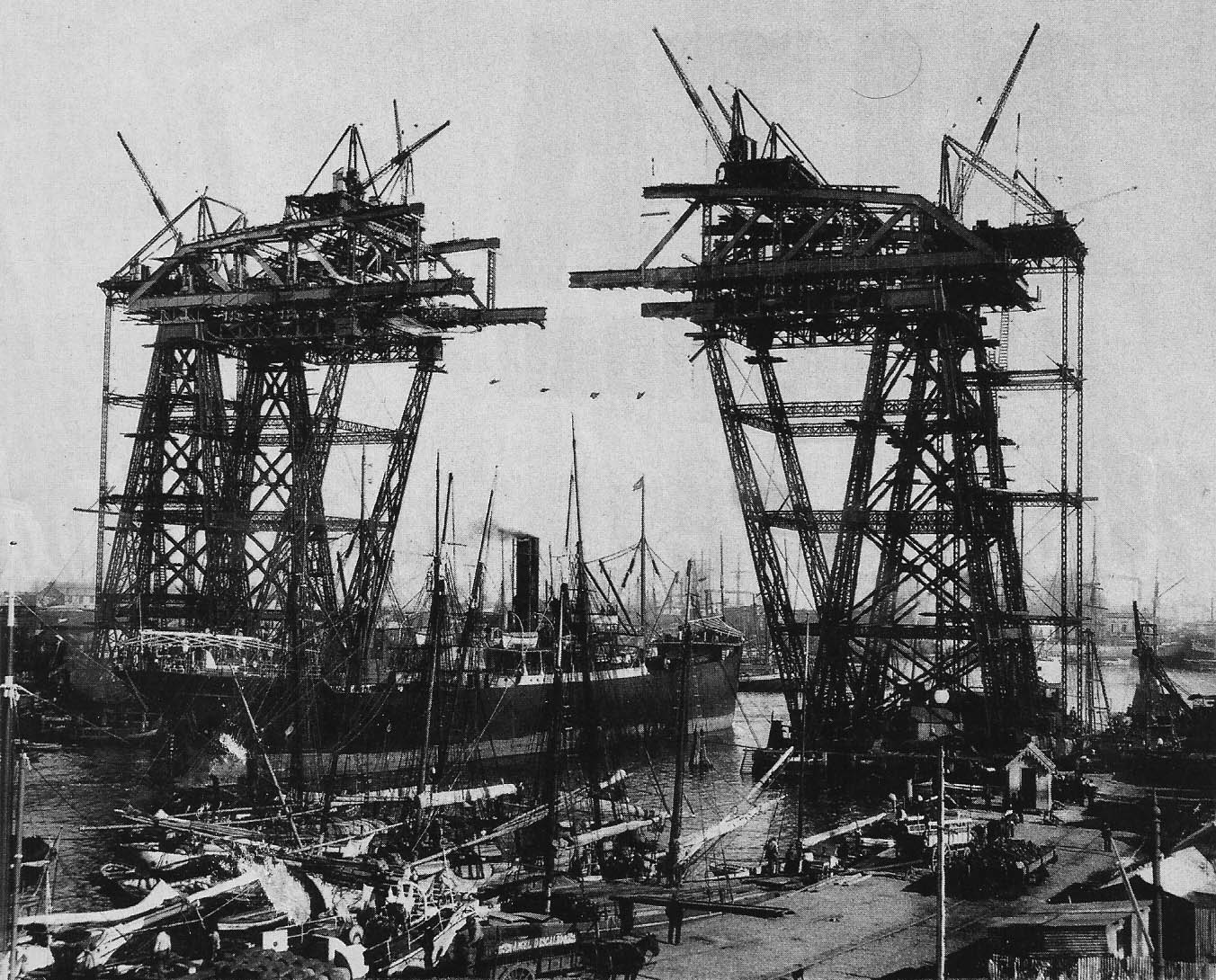
Hängfärjan under uppförande, 1913
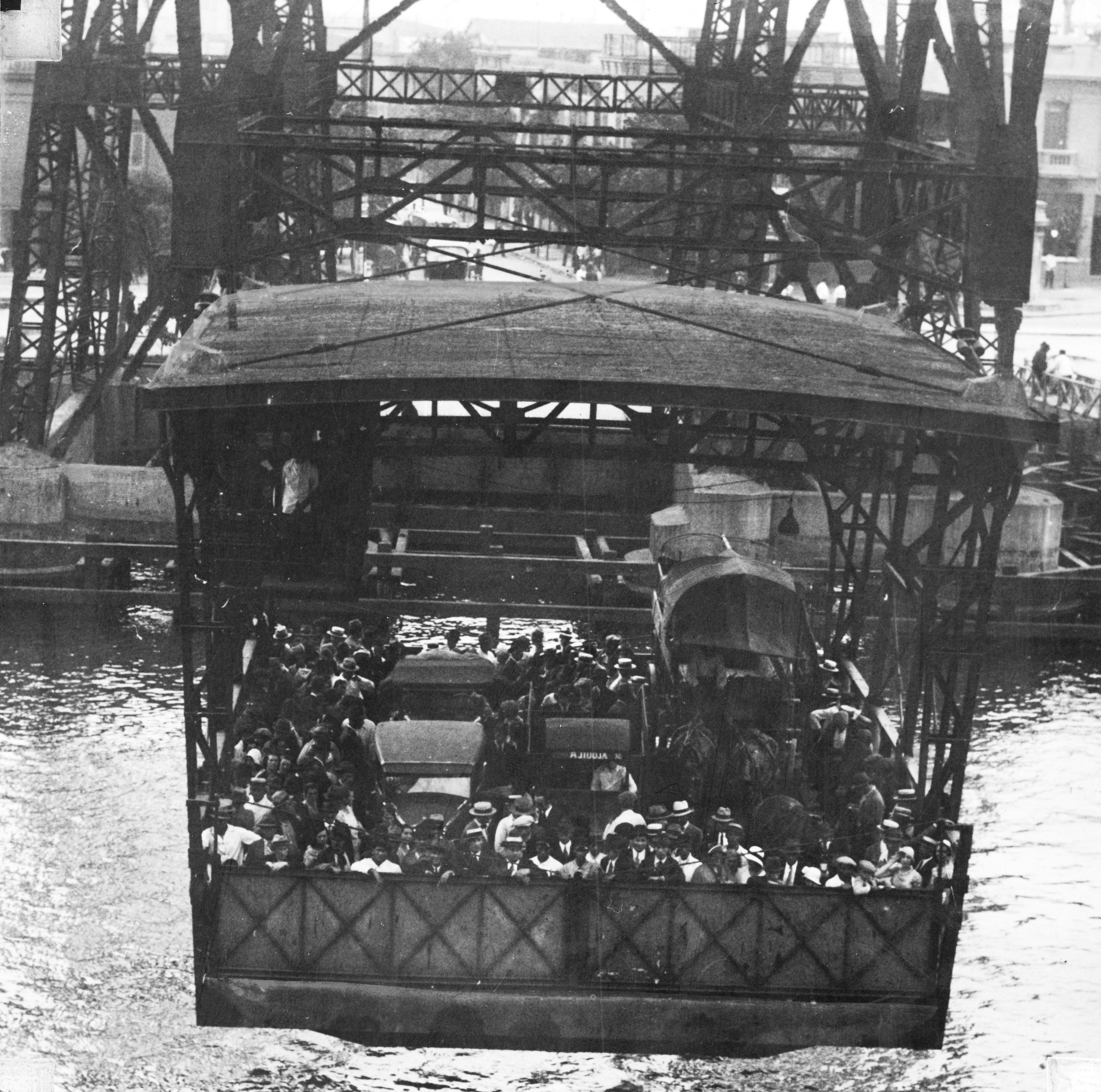
Gondolen, 1932
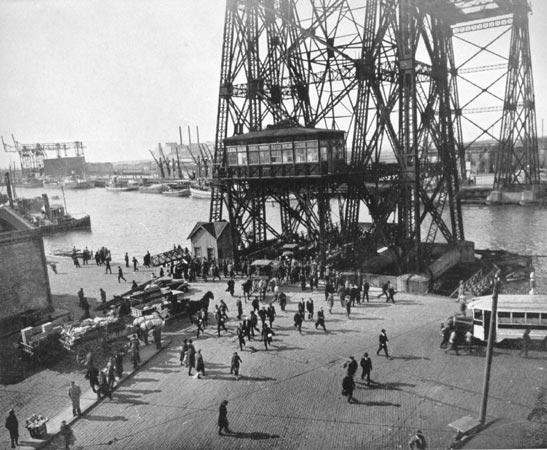
Embarkering, 1936
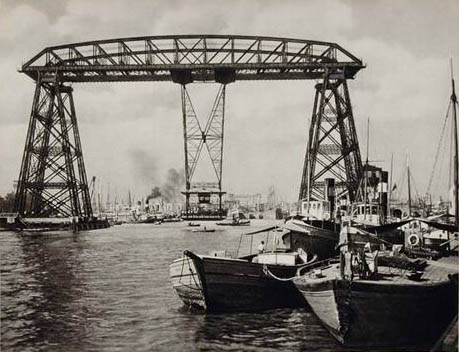
Hängfärjan 1951
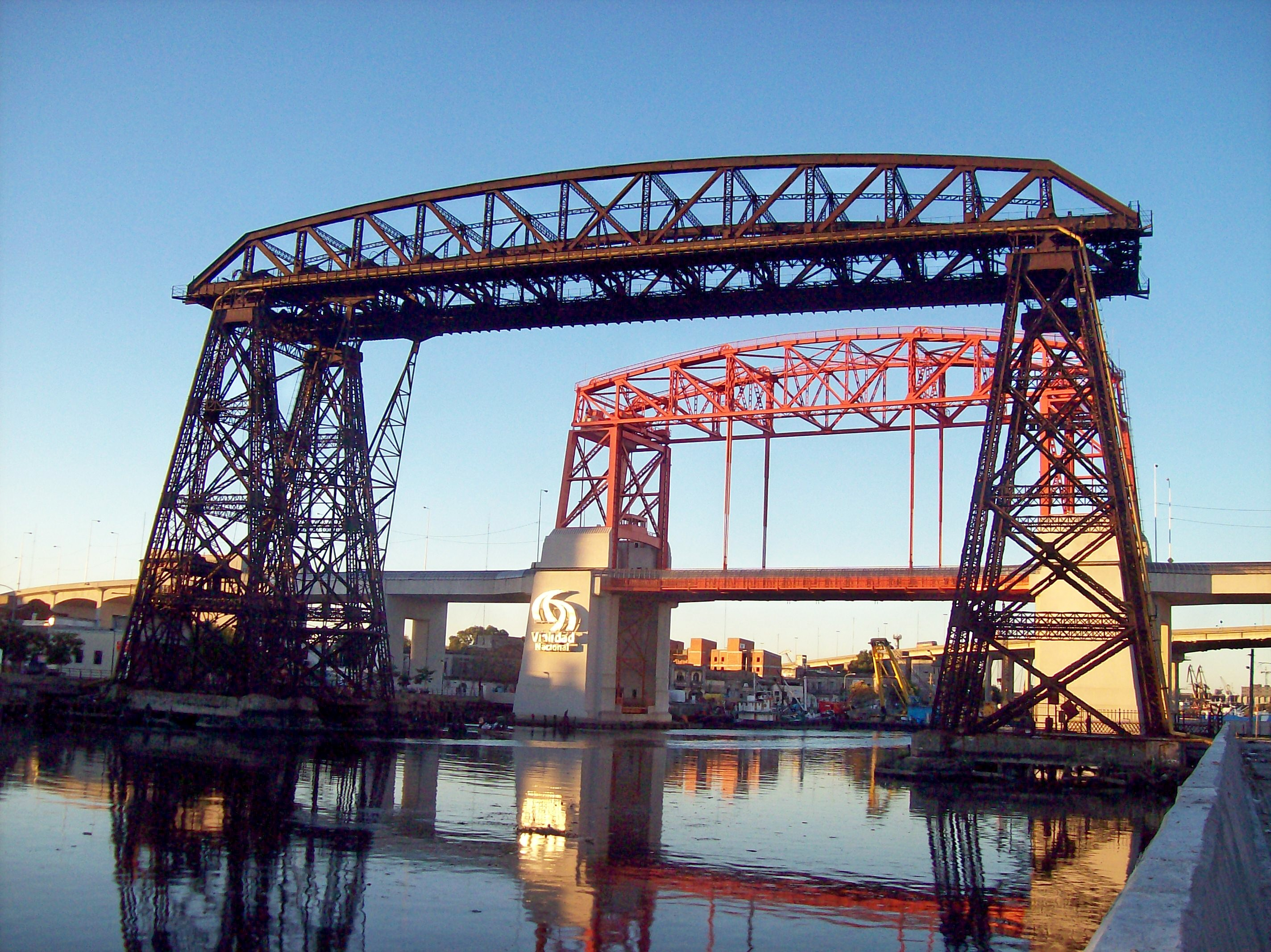
Nicolás Avellanedahängfärjan med Nicolás Avellanedabron i bakgrunden, 2011
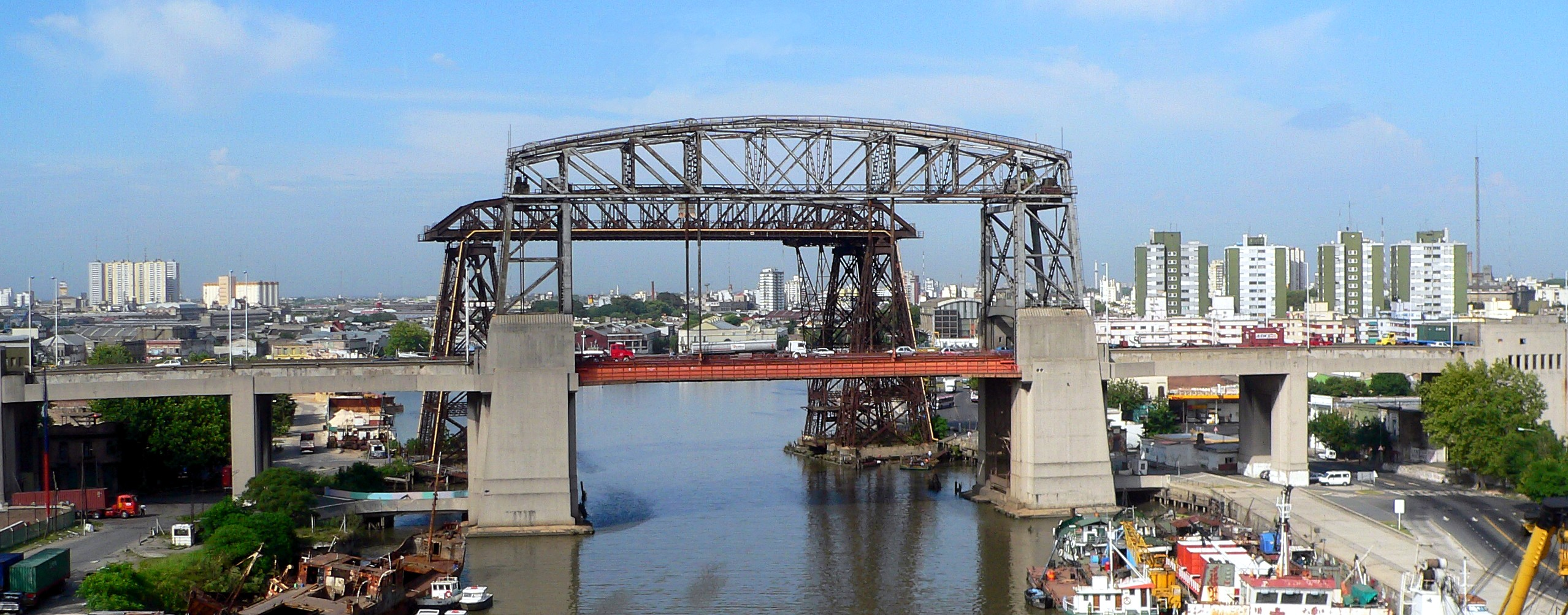
De båda Nicolás Avellanedabroarna med hängfärjan i bakgrunden